# Florence and the Machine
Florence and the Machine (gestileerd: Florence + The Machine) is een Britse band geformeerd rond zangeres en frontvrouw Florence Welch. De muziek kan het beste worden omschreven als door soul geïnspireerde indie.

## Geschiedenis
Florence and the Machine brak door in 2008 toen ze via het BBC-muziekprogramma BBC Introducing de mogelijkheid kreeg om op het festival South by Southwest te spelen. Ze stond in het voorprogramma van MGMT en was te zien op het Glastonbury Festival en het Reading en Leeds Festivals. In juni 2008 verscheen de eerste single, Kiss With A Fist, die tot een 51e plek in de UK Singles Chart reikte. Bij de Brit Awards in februari 2009 kreeg Florence and The Machine de Critics' Choice Award, een door muziekcritici bepaalde prijs voor nieuw talent.
Heavy In Your Arms van Florence and the Machine werd gebruikt in de soundtrack van The Twilight Saga: Eclipse (2009).
Vanaf maart 2009 werd Kiss With A Fist gebruikt in een televisiecommercial van Nike. In 2009 werd Cosmic Love gebruikt in een aflevering van The Vampire Diaries van The CW Television Network. Op 6 juli 2009 werd het debuutalbum Lungs uitgebracht. In de zomer van 2009 werd opgetreden op verschillende festivals, zoals Glastonbury, Lowlands en het Duitse Hurricane Festival.
In 2011 werd Dog Days Are Over gebruikt voor de iPad 2 commercial van Apple. In datzelfde jaar verscheen het tweede album Ceremonials, dat in verschillende landen een top 10-succes werd. Op 15 juli 2012 bereikte Florence and the Machine voor het eerst de nummer 1-positie in de UK Singles Chart. Dit gebeurde met de Calvin Harris-mix van het nummer Spectrum (Say my name).
In mei 2015 bracht de band zijn derde album uit: How big, how blue, how beautiul. Hiermee stond de band op nummer 1 in onder meer het Verenigd Koninkrijk, Australië en de Verenigde Staten. Het vierde studioalbum, High as hope, verscheen in 2018 en was eveneens internationaal succesvol.
Het vijfde studioalbum Dance Fever verscheen op 13 mei 2022. Voorafgaand aan het album verscheen de single My Love.

## Bezetting
Zangeres Florence Welch (geboren in 1986) is het middelpunt van Florence and the Machine. Verder bestaat de band uit Robert Ackroyd (gitaar), Christopher Lloyd Hayden (drums), Isabella Summers (keyboard), Tom Monger (harp), Mark Saunders (basgitaar) en Rusty Bradshaw (piano). Devonte Hynes, alias Lightspeed Champion, heeft deel uitgemaakt van Florence and The Machine.
De teksten en muziek van de band zijn door Welch samen met bassist Alex James van Blur geschreven.

## Discografie

### Albums
| Album met eventuele hitnotering(en) in de Nederlandse Album Top 100 | Datum van verschijnen | Datum van binnenkomst | Hoogste positie | Aantal weken | Opmerkingen |
| ------------------------------------------------------------------- | --------------------- | --------------------- | --------------- | ------------ | ----------- |
| Lungs                                                               | 06-07-2009            | 15-08-2009            | 37              | 18           |             |
| Ceremonials                                                         | 28-10-2011            | 05-11-2011            | 14              | 25           |             |
| MTV Unplugged                                                       | 09-04-2012            | 14-04-2012            | 55              | 1            | Livealbum   |
| How Big, How Blue, How Beautiul                                     | 29-05-2015            | 06-06-2015            | 3               | 27           |             |
| High as Hope                                                        | 29-06-2018            | 07-07-2018            | 6               | 7            |             |
| Dance Fever                                                         | 13-05-2022            | 21-05-2022            | 2               | 3            |             |

| Album met hitnotering(en) in de Vlaamse Ultratop 200 albums | Datum van verschijnen | Datum van binnenkomst | Hoogste positie | Aantal weken | Opmerkingen |
| ----------------------------------------------------------- | --------------------- | --------------------- | --------------- | ------------ | ----------- |
| Lungs                                                       | 2009                  | 29-08-2009            | 3               | 76           | Goud        |
| Ceremonials                                                 | 2011                  | 05-11-2011            | 4               | 53           |             |
| MTV Unplugged                                               | 2012                  | 14-04-2012            | 6               | 17           | Livealbum   |
| How Big, How Blue, How Beautiful                            | 2015                  | 13-06-2015            | 2               | 39           |             |
| High as Hope                                                | 2018                  | 07-07-2018            | 1 (1wk)         | 49           |             |
| Dance Fever                                                 | 2022                  | 21-05-2022            | 2               | 17           |             |

### Singles
| Single met eventuele hitnotering(en) in de Nederlandse Top 40 | Datum van verschijnen | Datum van binnenkomst | Hoogste positie | Aantal weken | Opmerkingen                 |
| ------------------------------------------------------------- | --------------------- | --------------------- | --------------- | ------------ | --------------------------- |
| Spectrum (Say My Name)                                        | 04-06-2012            | 21-07-2012            | tip15           | -            | Nr. 55 in de Single Top 100 |

| Single met hitnotering(en) in de Vlaamse Ultratop 50 | Datum van verschijnen | Datum van binnenkomst | Hoogste positie | Aantal weken | Opmerkingen |
| ---------------------------------------------------- | --------------------- | --------------------- | --------------- | ------------ | ----------- |
| Rabbit Heart (Raise It Up)                           | 2009                  | 17-10-2009            | 50              | 1            |             |
| You've Got the Love                                  | 2009                  | 26-12-2009            | 25              | 10           |             |
| Dog Days Are Over                                    | 22-03-2010            | 01-05-2010            | 21              | 8            |             |
| Cosmic Love                                          | 19-07-2010            | 14-08-2010            | tip5            | -            |             |
| What the Water Gave Me                               | 05-09-2011            | 10-09-2011            | tip2            | -            |             |
| Shake It Out                                         | 17-10-2011            | 29-10-2011            | tip2            | -            |             |
| No Light, No Light                                   | 09-01-2012            | 21-01-2012            | tip10           | -            |             |
| Never Let Me Go                                      | 19-03-2012            | 07-04-2012            | tip15           | -            |             |
| Spectrum (Say My Name)                               | 04-06-2012            | 14-07-2012            | 2               | 28           | Goud        |
| Lover to Lover                                       | 2012                  | 24-11-2012            | tip25           | -            |             |
| What Kind of Man                                     | 16-02-2015            | 28-03-2015            | 50              | 1            |             |
| Ship to Wreck                                        | 13-04-2015            | 13-06-2015            | 12              | 10           |             |
| Queen of Peace                                       | 2015                  | 05-09-2015            | tip2            | -            |             |
| Delilah                                              | 2016                  | 16-01-2016            | 31              | 6            |             |
| Stand by Me                                          | 2016                  | 03-09-2016            | 2               | 16           |             |
| Sky Full of Song                                     | 2018                  | 21-04-2018            | tip20           | -            |             |
| Hunger                                               | 2018                  | 26-05-2018            | 42              | 7            |             |
| Big God                                              | 2018                  | 30-06-2018            | tip             | -            |             |
| Patricia                                             | 2018                  | 29-09-2018            | tip13           | -            |             |
| Moderation                                           | 2019                  | 02-02-2019            | tip9            | -            |             |
| Jenny of Oldstones                                   | 2019                  | 27-04-2019            | tip17           | -            |             |
| Light of Love                                        | 2020                  | 25-04-2020            | tip25           | -            |             |
| Call Me Cruella                                      | 2021                  | 29-05-2021            | tip             | -            |             |

### NPO Radio 2 Top 2000
| Nummers met noteringen in de NPO Radio 2 Top 2000 | '16  | '17  | '18  | '19  | '20  | '21  | '22  | '23  | '24  |
| ------------------------------------------------- | ---- | ---- | ---- | ---- | ---- | ---- | ---- | ---- | ---- |
| Dog Days Are Over                                 | 1582 | 1905 | 1293 | 1291 | 1384 | 1224 | 1267 | 755  | 756  |
| Ship to Wreck                                     | 1840 | 1968 | 1685 | 1855 | -    | -    | -    | -    | -    |
| You Got the Love                                  | -    | -    | -    | -    | -    | -    | -    | 1739 | 1573 |

1. ↑  Een '-' betekent dat het nummer niet was genoteerd en een vetgedrukt getal geeft de hoogste notering van een nummer aan.
2. ↑  2016 was het eerste jaar met een notering voor Florence + the Machine.